# جمل بوراس
جمل بوراس (انگلیسی: Djamel Bouras؛ زادهٔ ۲۱ اوت ۱۹۷۱) جودوکار اهل فرانسه است.